# Билска
Би́лска (латыш. Bilska) — населённый пункт в Смилтенском крае Латвии. Административный центр Билской волости. Находится у региональной автодороги P24 (Смилтене — Валка). Расстояние до города Валка составляет около 37 км. Рядом расположено озеро Билска.
По данным на 2007 год, в населённом пункте проживало 262 человека. Есть волостная администрация, начальная школа, библиотека, почтовое отделение, магазин.

## История
В советское время населённый пункт носил название Вецбилска и был центром Билского сельсовета Валкского района. В селе располагался колхоз «Друва».